# Sai krok Isan

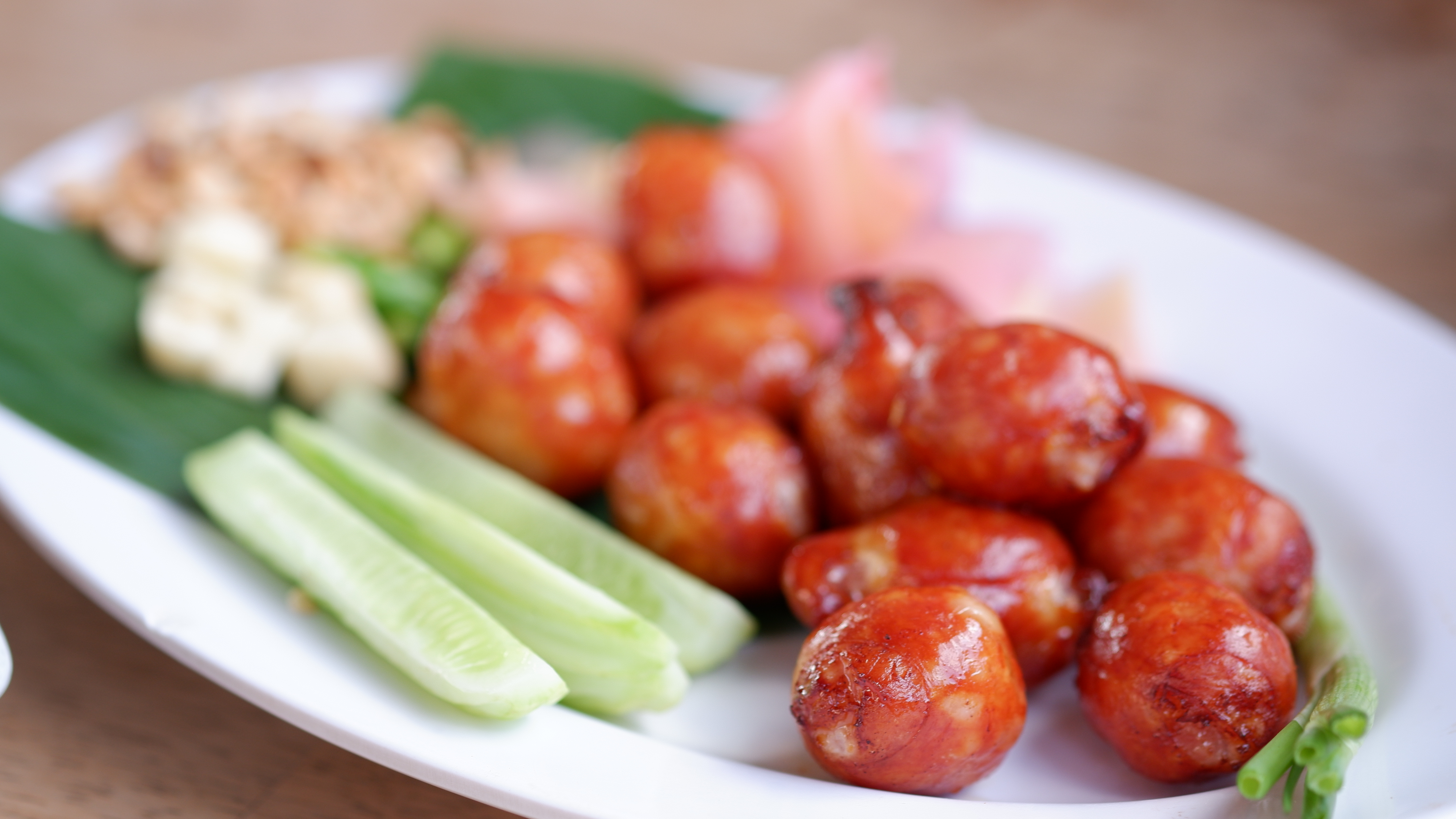
Sai krok Isan

Sai krok Isan (tiếng Thái: ไส้กรอกอีสาน, phát âm [sâj krɔ̀ːk ʔīːsǎːn]), là một loại xúc xích lên men bắt nguồn từ vùng Đông Bắc Thái Lan. Món này được làm từ thịt lợn và cơm, vốn là một món ăn nhẹ thường ăn kèm với ớt hiểm, bắp cải sống và gừng thái lát.